# تشيو تشي يوان
تشيو تشي يوان (من مواليد 24 مايو 2007) هي لاعبة جمباز فني صينية وهي بطلة العالم لعام 2023 وآسيا لعام 2023 في العارضة غير المتساوية، فضلاً عن حصولها على الميدالية الفضية في أولمبياد 2024. بالإضافة إلى ذلك فهي بطلة آسيا في الجمباز الشامل لعام 2023 وبطلة الصين الشاملة مرتين.
في دورة الألعاب الأولمبية ساعد تشيو الفريق الصيني في التأهل لنهائي الفريق بالمركز الثالث. على المستوى المنافسات الفردي تأهلت إلى نهائي الجمباز الفردي الشامل وعارضات غير متوازية. خلال نهائي الفريق ساهمت بالنتائج في القفز، والقضبان غير المستوية، وعارضة التوازن نحو حصول الصين على المركز السادس. خلال النهائي الشامل، احتل تشيو المركز السابع. بالنسبة للعارضات غير متوازية، قامت بأداء استثنائي وحصلت على 15500، وهي أعلى نتيجة لها في المسابقة بأكملها. فازت بالميدالية الفضية خلف كيليا نمور التي سجلت 15700 نقطة.